# António Aleixo

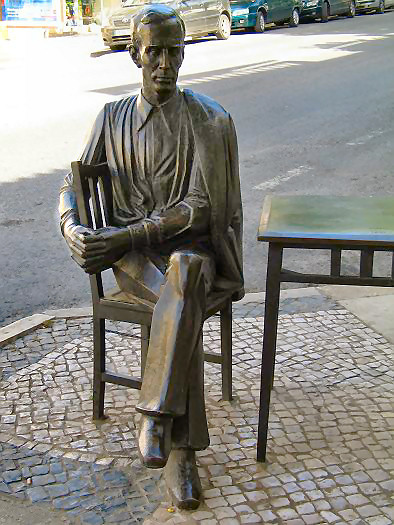
Sitzende Statue des Volksdichters Antonio Aleixo

António Fernandes Aleixo (* 18. Februar 1899 in Vila Real de Santo Antonio, Algarve, Portugal; † 16. November 1949 in Loule, Algarve, Portugal) war ein portugiesischer Volksdichter. Er gilt als einer der bedeutendsten Volksdichter Portugals im 20. Jahrhundert, ist heute eine sehr bekannte Gestalt in Portugal und mittlerweile zu einer Kultfigur geworden. Gleichzeitig gilt er auch als der „Heimatdichter der Algarve“.

## Leben
António Aleixo war in vielen Berufen tätig: So war er als Bauarbeiter, Hilfspolizist, Losverkäufer und Hirte tätig. Er hatte auch einige Zeit in Frankreich gearbeitet, für einen einfachen Portugiesen seiner Zeit nichts Ungewöhnliches. Eigentlich war er Semi-Analphabet, das heißt, er konnte zwar lesen, aber nicht schreiben. Autodidaktisch brachte er sich sein Wissen um das Schreiben und die Literatur selbst bei. Beim Abfassen seiner Verse – zumeist Vierzeiler – half ihm der Schullehrer Joaquim Magalhaes, dem er die Verse diktierte. Magalhaes war es auch, der sich um die Veröffentlichungen der Verse kümmerte. 
Auch als Volkssänger war er tätig und sang seine eigenen, aber auch fremde Volksweisen auf den zahlreichen Jahrmärkten der Algarve, wo er einem breiteren Publikum bekannt wurde. 
Aufgrund einer Tuberkulose-Erkrankung verbrachte er die letzten Lebensjahre zunächst in einem Sanatorium in Coimbra und ging dann wieder an die geliebte Algarve, wo er am 26. November 1949 mit nur 50 Jahren an den Folgen der Tuberkulose verstarb. Auch eine seiner Töchter war an der Tuberkulose gestorben. Einer seiner Enkel schaffte es, Bürgermeister von Loule zu werden.

## Kultfigur Aleixo
Der Lehrer Magalhaes achtete darauf, die Verse, die ihm Aleixo vortrug, auf Grammatik und Orthographie zu untersuchen und zu verbessern. Er war es auch, der einen Herausgeber suchte und in der Kulturinitiative der Algarve (Circulo Cultural do Algarve) eine fand, die ihn unterstützte. Aleixo erstes, 1943 erschienenes Bändchen mit Versen verkaufte sich binnen weniger Tage 1100 Mal und machte ihn in ganz Portugal berühmt. Die Auflage war restlos vergriffen, Aleixo wurde bekannt, vor allem, weil seine Lyrik einfach verständlich war und er als ein Repräsentant des einfachen Volkes aufgebaut wurde. Vor allem Leute aus einfachen Berufen – Handwerker, Arbeiter, Fischer, Bauern, Hirten, kleine Büroangestellte – konnten sich mit ihm identifizieren und er wurde ihr Vorbild, auch für einen sozialen Aufstieg. Bedeutend international ist Aleixo vor allem bei Menschen, die die portugiesische Sprache erlernen möchten und durch die Verse, die einfach zu erlernen und zu verstehen sind, sich daran schulen können. 
Seine Verse beinhalten zumeist eine Brise Ironie und sind fast alle – mehr oder weniger – stark sozialkritisch angehaucht.
Durch seine literarische Arbeit, die ihn auch einige Volksstücke, die erfolgreich an Theatern aufgeführt wurden, schreiben ließ, kam er mit dem weltbekannten Dichter Miguel Torga in Kontakt. Torga und der Bildhauer Tosson wurden die prominentesten Freunde von Aleixo. 
Der heutigen Jugend ist er lieb und teuer und zur Kultfigur geworden, da viele junge Leute seine Vierzeiler in der Schule lernen und rezitieren, gleichzeitig ist er Vorbild für viele jugendliche Poeten. 
Ehrungen erfolgten einige nach seinem Tode: In Paço de Arcos, Belo Horizonte (Brasilien) und Albufeira tragen Straßen seinen Namen, in Portimão an der Algarve und sogar im brasilianischen São Paulo wurden Schulen nach ihm benannt und in Loule, der Stadt, in der er zuletzt lebte, gibt es ein Denkmal des Dichters an einem Tisch sitzend, es erinnert in seiner Aufmachung an das berühmte Denkmal für Fernando Pessoa in Lissabon. 1995 wurde eine Stiftung mit dem Namen des Dichters gegründet: „Fundação António Aleixo“, die versucht, Kindern und Jugendlichen in der Region Algarve durch Sozialprojekte und Kultur ein besseres Leben zu verschaffen.
Ein Vierzeiler von Aleixo, ins Deutsche übertragen, der zeigt, wie seine Lyrik funktionierte:
„Ich weiß, ich erscheine wie ein Dieb / Aber ich kenne viele / Die, ohne als das zu erscheinen, was sie sind / Das sind, als was ich erscheine.“

## Werk
- Quando começo a cantar, 1943, Lyrik.
- Intencionais, 1945, Volksstück.
- Auto da vida e da morte (Stück vom Leben und vom Tod), 1948, Volksstück.
- Auto da curadeira, 1950, Volksstück.
- Auto do Ti Jaquim – Fragment eines Volksstückes, ohne Jahr.
- Este livra que vos deixo, 1969, Gesamtwerk der Lyrik (posthum).
- Ineditas, 1979, weitere Texte (posthum).